# Newmarket (Kanada)
Newmarket, kanadai város Ontario tartományban, amely Torontótól északra található.

## Története
1800 júniusában Timothy Rogers, Vermontból származó kvéker járta be a Holland folyó vidékét, hogy megfelelő helyet találjon egy újabb kvéker közösség letelepedésére. Ebben az időben az Amerikában élő vallási közösségük tartott az őket érő erőszaktól és atrocitásoktól, ezért sokan voltak azok akik az északabbra költözésben gondolkodtak. 1801-ben Rogers visszatért néhány Vermont és Pennsylvania államokból otthonaikat elhagyó családdal.
1801 karácsonyáig Joseph Hill egy malmot épített a Holland folyóra, a folyó duzzasztása eredményeképp pedig létrejött egy malom-tó, aminek a neve Fairy Lake. Ezt követően Hill a malomtól északra felépített egy bőrfeldolgozót, valamint az első házat és üzletet. 1802-ben Elisha Beman földeket vásárolt és vállalkozásba kezdett Newmarketben.

## Demográfiai adatok
A lakosság száma a legutóbbi felmérés szerint 84 224 fő (2016), a népsűrűség meghaladja a 2000 fő/km²-t, amivel Ontario tartományban a harmadik, Kanadában pedig a 33. helyen áll a legsűrűbben lakott városok listáján. A lakosok 77,4%-a angol anyanyelvű, 1,8% az olasz ajkúak, 1,4% a francia, valamint 1,3% - 1,3% a spanyol és orosz nyelvet beszélők aránya a teljes lakosságon belül.

## Közlekedés
Newmarketből közúton a 404-es valamint 400-as autópályákon juthatunk el Torontóba.
A városi helyi tömegközlekedést a York Region Transit (YRT) biztosítja, aminek egyik Viva Blue elnevezésű gyorsjárata a Newmarket Bus Terminal-tól közlekedik a torontói Finch Bus Terminal-ig. A Viva Yellow buszjáratok számára bizonyos szakaszokon külön útpálya került kiépítésre, a buszok csak a Southlake regionális egészségügyi központtól (Southlake Regional Health Centre) a 404-es autópályáig közlekednek a közös sávokban.
Az elővárosi vonatközlekedést a GO Transit biztosítja, amely délre Toronto, valamint északra Barrie irányába indít szerelvényeket.

## Éghajlat
| Hónap                         | Jan.  | Feb.  | Már. | Ápr. | Máj. | Jún. | Júl. | Aug. | Szep. | Okt. | Nov. | Dec. | Év   |
| ----------------------------- | ----- | ----- | ---- | ---- | ---- | ---- | ---- | ---- | ----- | ---- | ---- | ---- | ---- |
| Rekord max. hőmérséklet (°C)  | −3,0  | −2,0  | 3,0  | 11,0 | 19,0 | 24,0 | 27,0 | 26,0 | 21,0  | 14,0 | 7,0  | 0,0  | 27,0 |
| Átlaghőmérséklet (°C)         | −7,0  | −6,0  | −1,0 | 7,0  | 13,0 | 18,0 | 22,0 | 21,0 | 16,0  | 10,0 | 4,0  | −3,0 | 7,9  |
| Átlagos min. hőmérséklet (°C) | −11,0 | −10,0 | −4,0 | 1,0  | 7,0  | 12,0 | 16,0 | 14,0 | 11,0  | 5,0  | 0,0  | −7,0 | 2,9  |
| Átl. csapadékmennyiség (mm)   | 42    | 48    | 58   | 69   | 61   | 76   | 71   | 76   | 69    | 64   | 69   | 64   | 767  |
| Forrás: Weather.com           |       |       |      |      |      |      |      |      |       |      |      |      |      |

## Fordítás
- Ez a szócikk részben vagy egészben  a   Newmarket, Ontario című angol Wikipédia-szócikk ezen változatának fordításán alapul.  Az eredeti cikk szerkesztőit annak laptörténete sorolja fel. Ez a jelzés csupán a megfogalmazás eredetét és a szerzői jogokat jelzi, nem szolgál a cikkben szereplő információk forrásmegjelöléseként.